# Liste der Schlüsselnummern für besondere Zwecke nach ICD-10
Die Internationale statistische Klassifikation der Krankheiten und verwandter Gesundheitsprobleme (ICD-10) klassifiziert im Kapitel XXII der letzten international gültigen Fassung (WHO 2013) bestimmte – in den übrigen Kapiteln nicht enthaltene – Zustände nach folgendem Schlüssel.

## U00–U49 Vorläufige Zuordnungen für Krankheiten mit unklarerÄtiologieund nicht belegte Schlüsselnummern
| Code  | Beschreibung | Namen der Erkrankungen (Synonyme)                                                | Übersichtsartikel |
| ----- | --- | -------------------------------------------------------------------------------- | ----------------- |
| U04   | Schweres akutes respiratorisches Syndrom                                                                         | Schweres akutes Atemwegssyndrom (Schweres akutes respiratorisches Syndrom, SARS) | Lungenentzündung  |
| U07   | Krankheiten mit unklarer Ätiologie und nicht belegte Schlüsselnummern                                            | Gesundheitsstörung im Zusammenhang mit dem Gebrauch von E-Zigaretten (Vaporizer) | EVALI             |
| U07.1 | COVID-19, Virus nachgewiesen                                                                                     | COVID-19                                                                         |                   |
| U07.2 | COVID-19, Virus nicht nachgewiesen                                                                               | COVID-19                                                                         |                   |
| U08.9 | COVID-19 in der Eigenanamnese, nicht näher bezeichnet                                                            | COVID-19                                                                         |                   |
| U09.9 | Post-COVID-19-Zustand, nicht näher bezeichnet                                                                    | Long COVID                                                                       |                   |
| U10.9 | Multisystemisches Entzündungssyndrom in Verbindung mit COVID-19, nicht näher bezeichnet                          | Kawasaki-Syndrom                                                                 |                   |
| U11.9 | Notwendigkeit der Impfung gegen COVID-19, nicht näher bezeichnet                                                 | COVID-19-Impfstoff                                                               |                   |
| U12.9 | Unerwünschte Nebenwirkungen bei therapeutischer Anwendung von Impfstoffen gegen COVID-19, nicht näher bezeichnet | Nebenwirkungen von COVID-19-Impfstoffen                                          |                   |

## U80–U85 Infektionserreger mit Resistenzen gegen bestimmteAntibiotikaoder Chemotherapeutika
| Code | Beschreibung                                         | Namen (Synonyme)                                                      |
| ---- | ---------------------------------------------------- | --------------------------------------------------------------------- |
| U82  | Resistenz gegen Beta-Laktam-Antibiotika              | Multiresistenz Resistenz gegen Penicillin Resistenz gegen Methicillin |
| U83  | Resistenz gegen sonstige Antibiotika                 | Resistenz gegen Vancomycin Resistenz gegen Quinolone                  |
| U84  | Resistenz gegen sonstige antimikrobielle Medikamente | Resistenz gegen Antimykotika Resistenz gegen Antituberkulotika        |
| U85  | Resistenz gegen antineoplastische Medikamente        | Therapie-refraktärer Krebs                                            |